# Galianora sacha
Espèce
Galianora sacha est une espèce d'araignées aranéomorphes de la famille des Salticidae.

## Distribution
Cette espèce se rencontre en Équateur et en Colombie.

## Description
La carapace de la femelle holotype mesure 2,3 mm de long et l'abdomen 3,2 mm et la carapace du mâle paratype mesure 2,3 mm de long et l'abdomen 2,7 mm.

## Systématique et taxinomie
Cette espèce a été décrite par Maddison en 2006.

## Étymologie
Son nom d'espèce lui a été donné en référence au lieu de sa découverte, Jatun Sacha.

## Publication originale
- Maddison, 2006 : « New lapsiine jumping spiders from Ecuador (Araneae: Salticidae). » Zootaxa, no 1255, p. 17-28.